# Elektronische Zustellung
Die Elektronische Zustellung, kurz E-Zustellung, ist ein Datenübertragungsverfahren, das in Österreich für die nachweisbare elektronische Zustellung von Dokumenten angewandt wird. Man unterscheidet die behördliche elektronische Zustellung nach Zustellgesetz und die privatwirtschaftliche elektronische Zustellung nach Rulebook der Wirtschaftskammer Österreich.

## Behördliche elektronische Zustellung
Die behördliche elektronische Zustellung wurde als Bestandteil der österreichischen E-Government Strategie entwickelt. Ziel ist es, behördliche Rückscheinbriefe in RSa- bzw. RSb-Qualität elektronisch zuzustellen. Dies soll für deutliche Kosteneinsparungen auf Seiten der Verwaltung und für Komfort und Zeitersparnis auf Seiten der Bürger sorgen.

### Funktionsweise der behördlichen elektronischen Zustellung
Die behördliche elektronische Zustellung besteht aus dem Zustellkopf und den behördlich zugelassenen Zustelldiensten.
Um elektronische Zustellungen zu empfangen, müssen sich Empfänger vorab bei einem Zustelldienst ihrer Wahl mittels Bürgerkarte oder ID Austria registrieren. Optional kann ein Verschlüsselungszertifikat in das Postfach geladen werden. Die Behörde hat dann alle Sendungen mit diesem Zertifikat zu verschlüsseln. Die Registrierung eines Bürgers bzw. einer Bürgerin wird am Zustellkopf verzeichnet.
Der Zustellkopf ist ein zentrales Register, das mit allen Verzeichnisdiensten der zugelassenen Zustelldienste kommuniziert. Im Zustellkopf werden keine Daten über die Empfänger gehalten, er darf nur im Rahmen der elektronischen Zustellung genutzt werden. Die Spezifikation des Verzeichnisdienstes beruht auf dem Standard Lightweight Directory Access Protocol (LDAP). Vor dem Versand eines Dokuments muss die versendende Dienststelle den Zustellkopf abfragen, ob der Empfänger bei einem Zustelldienst verzeichnet ist, und kann erst nach positiver Antwort zustellen.
Die behördlich zugelassenen Zustelldienste, auch Zustellserver genannt, übernehmen die elektronische Zustellung an den Empfänger, d. h. sie nehmen die elektronischen behördlichen Dokumente an und halten sie für die Empfänger bereit.
Postfachinhaber werden vom Einlangen eines behördlichen Schriftstücks per E-Mail an die im Rahmen der Registrierung beim Zustelldienst angegebene E-Mail-Adresse zweimal binnen 48 Stunden vom Eingang eines elektronischen Dokumentes verständigt.
Um das Dokument abzuholen, müssen sich Postfachinhaber mittels Bürgerkarte oder Handy-Signatur in ihr Postfach einloggen. Gleichzeitig mit dem Einloggen signiert der Benutzer elektronisch einen sogenannten Rückschein, der als Zustellnachweis der Behörde rückübermittelt wird. Das Schriftstück gilt damit rechtlich als zugestellt.
Wird das Schriftstück binnen 24 Stunden nach der zweiten elektronischen Verständigung nicht abgeholt, so ist spätestens am nächsten Werktag eine Verständigung an die dem Zustelldienst bekanntgegebene postalische Adresse zu versenden. Der Zustelldienst hält das Dokument zwei Wochen zur Abholung bereit. Wird das Dokument innerhalb dieser Frist nicht abgeholt, wird es gelöscht. Ein zur Abholung im Postfach bereitgehaltenes Dokument gilt einen Werktag nach der zweiten elektronischen Verständigung bzw. am dritten Werktag nach der postalischen Verständigung gemäß § 35 Abs. 6, 7 ZustellG als zugestellt. Postfachinhaber können daher urlaubsbedingte oder berufliche Abwesenheiten in ihrem Postfach vermerken.

### Behördliche Zustelldienste
Die Zulassung als Zustelldienst bedarf laut § 30 ZustellG einer behördlichen Zulassung, deren Erteilung beim Bundeskanzleramt zu beantragen ist. Derzeit sind folgende Zustelldienste zugelassen:
- BRZ Elektronischer Zustelldienst (Bundesrechenzentrum GmbH)[6] (seit 2009)
- Mein Brief (Österreichische Post AG)[7] (seit 2010)
- Postserver Onlinezustelldienst GmbH[8] (seit 2012)
- eVersand.at[9] (seit 2014)
- Briefbutler.at (Hpc DUAL Zustellsysteme GmbH)[10] (seit 2017)

### Kosten der Behördlichen Zustellung
Die Kosten der behördlichen Zustellung sind im § 40 Abs. 6 des Zustellgesetzes geregelt. Sie belaufen sich derzeit für die zustellende Behörde auf ein halbes Briefporto (= die Hälfte von 0,64 €) plus Umsatzsteuer, d. h. in Summe 0,384 €. Falls nach zweimaliger erfolgloser elektronischer Verständigung noch eine postalische Verständigung notwendig ist, müssen diese Kosten von 0,64 € ebenfalls von der Behörde übernommen werden. Demgegenüber beträgt die Gebühr für einen RSa-Brief 7,02 €, wozu noch Papier-, Handling- und Druckkosten kommen.
Für Empfänger ist die behördliche Zustellung kostenlos.

### Rechtliche Grundlagen der behördlichen Zustellung
Die rechtlichen Grundlagen der behördlichen Zustellung sind im Bundesgesetz über die Zustellung behördlicher Dokumente und in der Verordnung des Bundeskanzlers über die Zulassung als elektronischer Zustelldienst geregelt.

### eZustellung ab 1. Dezember 2019

#### Novelle des Zustellgesetzes (ZustG)
Die Novelle des Zustellgesetzes hat beim elektronischen Zustelldienstes ab 1. Dezember 2019 wesentliche Veränderungen ergeben. Ab dem 1. Dezember 2019 ist für registrierte Benutzer die Abholung der eingegangen elektronischen Nachrichten von Behörden nur noch im zentralen, kostenlosen elektronischen Postfach MeinPostkorb und nicht mehr bei einem anderen Zustelldienst möglich. MeinPostkorb ist im angemeldeten Bereich von oesterreich.gv.at sowie in der App Digitales Amt erreichbar. Diese neue eZustellung ist für Zusendungen und Zustellungen von Behörden vorgesehen. Andere Organisationen, Unternehmen, Vereine oder Privatpersonen, können die neue elektronische Zustellung nicht zum Versand nutzen.
Nunmehr werden alle in MeinPostkorb eingetroffenen Zustellungen maximal zehn Wochen aufbewahrt. Danach werden diese automatisch gelöscht. Eine andere Aufbewahrungszeit kann nicht mehr vereinbart werden.
Mit der Novelle des Zustellgesetzes wurde es möglich, ein zentrales Teilnehmerverzeichnis (§ 28a und 28b ZustellG) zu schaffen. Dieses wird vom Bundesministerium für Digitalisierung und Wirtschaftsstandort (BMDW) elektronisch zur Verfügung gestellt (§ 28a Abs. 1 ZustG). Durch das neue zentrale Teilnehmerverzeichnis werden der Zustellkopf und die Verzeichnisse der Kommunikationssysteme abgelöst und die Listen von Zustellkopf, den Zustelldiensten, von anderen Kommunikationssystemen, von FinanzOnline und dem Elektronischen Rechtsverkehr (ERV), die bis dahin von verschiedenen Einrichtungen geführt wurden, zusammengeführt.
Ab dem 1. Dezember 2019 besteht eine verpflichtende Teilnahme von Unternehmen, freie Dienstnehmer und freiberuflich Tätige am elektronischen Rechtsverkehr (§ 3 Zif. 20 BundesstatistikG iVm § 1b E-GovG). Unternehmen, die wegen Unterschreitung der Umsatzgrenze (Euro 30.000,00 Vorjahresumsatz) nicht zur Abgabe von Umsatzsteuervoranmeldungen verpflichtet sind, können einer Teilnahme widersprechen. Unternehmen, die keinen Internetzugang habe oder bei denen die technischen Voraussetzungen für die Teilnahme fehlen, sind ebenfalls zu einer Teilnahme nicht verpflichtet, solange diese Voraussetzungen nicht gegeben sind.
Anmeldungen  und Abmeldungen sowie Änderungen der Teilnehmerdaten erfolgen zentral über das Anzeigemodul (§ 37b ZustG), welches vom Bundesministerium für Digitalisierung und Wirtschaftsstandort zur Verfügung gestellt wird und im Unternehmensserviceportal (USP) und dem Bürgerserviceportal: HELP.gv.at (bzw. oesterreich.gv.at) verpflichtend eingebunden ist.
Der Nutzer des Systems kann die wirksame elektronische Zustellung verhindern, indem er beim Anzeigemodul bekannt gibt, dass innerhalb bestimmter Zeiträume eine Zustellung nicht möglich ist. Aktuell ist dies für maximal 28 Tage an einem Stück möglich. Parallel hierzu kann jedoch weiter physisch zugestellt werden.

#### Wesentliche nachteilige Änderungen für den Bürger
Mit der Novelle des Zustellgesetzes wurde die Verpflichtung sich um eine ordnungsgemäße Zustellung zu kümmern wesentlich auf den Normunterworfenen verlagert. Der Gesetzgeber hat nunmehr eine virtuelle Abholstelle eingerichtet und verpflichtet den Normunterworfenen zur Nutzung. Der Normunterworfene muss nunmehr die Infrastruktur (Netzwerkzugang, Computer, Drucker etc.) zur Verfügung stellen, um die Nachrichten zu empfangen, während zuvor die Behörde bzw. die Gerichte verpflichtet waren, die Zustellung wirksam durchzuführen.
Ebenfalls wurde nun der Normunterworfene verpflichtet, der Behörde bzw. den Gerichten alle notwendigen Änderungen schnellstmöglich bekannt zu geben (z. B. die Änderung der E-Mail-Adresse), auch wenn gar kein Verfahren anhängig ist. Werden Änderungen nicht bekannt gegeben, so wird dies zum Nachteil des Bürgers ausgelegt.

## Privatwirtschaftliche elektronische Zustellung
Die privatwirtschaftliche Zustellung wurde vom Verein AustriaPro im Auftrag der Wirtschaftskammer Österreich (WKÖ) als Ergänzung zur behördlichen Zustellung entwickelt. Sie soll allen bei der WKÖ registrierten Diensten und den dort angemeldeten Postfachinhabern ermöglichen untereinander Dokumente gesichert und nachvollziehbar zu versenden.

### Funktionsweise der privatwirtschaftlichen elektronischen Zustellung
Die privatwirtschaftliche E-Zustellung funktioniert nahezu gleich der behördlichen Zustellung. Auch sie verfügt über einen Zustellkopf, der zwar von der WKO betrieben wird, aber ebenso vom Versender vor einem Zustellversuch abgefragt werden muss.
Sowohl Versender als auch Empfänger müssen bei einem Zustelldienst registriert sein. Die privatwirtschaftliche E-Zustellung unterscheidet drei Vertrauensstufen:
- Einfach – Hier genügt bei der Registrierung die Überprüfung der E-Mail-Adresse durch ein Antwort-E-Mail. Das Login erfolgt mit Username und Passwort.
- Mittel – Die Registrierung ist mit einem organisatorischen Prozess verbunden bzw. erfolgt bei einem „vertrauenswürdigen Dritten“, beispielsweise einem Onlinebanking-Portal oder einem anderen Portale mit eindeutiger Authentifizierung.
- Hoch – Sowohl bei der Registrierung als auch beim Login muss eine Bürgerkarte oder eine Handy-Signatur verwendet werden.

Bei der elektronischen Übermittlung von Dokumenten sind ebenfalls drei Qualitäts- bzw. Sicherheitsstufen möglich:
- Standard – mit garantierter Übermittlungsbestätigung vom Zustelldienst
- Eingeschrieben – vom Zustelldienst digital signiert, entspricht dem Einschreibbrief
- Identübermittlung – „Zu eigenen Handen“. Solcherart gekennzeichnete Dokumente kann der Empfänger nur übernehmen, wenn er beim Login Bürgerkarte oder Handy-Signatur verwendet. Die Übermittlungsbestätigung wird dabei vom Empfänger signiert.

Zum Unterschied von der behördlichen Zustellung, gilt bei der privatwirtschaftlichen Zustellung ein Dokument erst dann als zugestellt, wenn es vom Empfänger tatsächlich abgeholt wurde.

### Privatwirtschaftliche Zustelldienste
Privatwirtschaftliche Zustelldienste müssen einen Vertrag mit der WKÖ unterschreiben und sich verpflichten, alle notwendigen Spezifikationen zu erfüllen. Die Spezifikation regelt zum Unterschied von der behördlichen E-Zustellung auch die Verrechnung der Zustelldienste untereinander, wenn ein Dokument von einem Zustelldienstnutzer an einen Empfänger eines anderen Zustelldienstes übermittelt wird. Derzeit gibt es einen zugelassenen Zustelldienst:
- Postserver Online Zustelldienst GmbH[8]

### Kosten der privatwirtschaftlichen Zustellung
Die Kosten der privatwirtschaftlichen Zustellung sind nicht geregelt. Die Gestaltung der Preise liegt im freien Ermessen der Zustelldienste.

### Sicherheit der privatwirtschaftlichen Zustellung
Die Sicherheit der privatwirtschaftlichen Zustellung wird durch drei Faktoren gewährleistet:
- die Nachvollziehbarkeit der Zustellung – jede Zustellung löst eine digital signierte Übermittlungsbestätigung bzw. eine Unzustellbarkeitsnachricht aus.
- die rechtliche Sicherheit – durch den Einsatz der sicheren elektronischen Signatur, werden damit unterzeichnete Dokumente rechtsgültig unterfertigt. Die sichere elektronische Signatur ist laut § 4 Abs. 1 Signatur- und Vertrauensdienstegesetz (SVG) einer eigenhändigen Unterschrift gleichgestellt.
- die technische Sicherheit – Die Datenübertragung erfolgt grundsätzlich immer verschlüsselt. Versandte Dokumente können optional digital signiert bzw. verschlüsselt werden.

## Datenschutz
Weder die privatwirtschaftliche noch die behördliche elektronische Zustellung unterliegen der Vorratsdatenspeicherung.

Bei beiden Diensten erfolgt die Datenübertragung prinzipiell verschlüsselt. Postfachinhaber können optional durch Hochladen eines Verschlüsselungszertifikates die automatische Verschlüsselung jedes Dokuments erwirken.

## Elektronische Zustellung in Europa
- Deutschland: De-Mail (gescheitert, wird abgewickelt)
- Finnland: Netposti[14]
- Italien: Posta elettronica certificata (PEC)[15]
- Tschechien: Datové schránky[16]
- Slowenien: VEP.si[17]